# 앙리 파도바니
앙리 파도바니(프랑스어: Henry Padovani, 1952년 10월 13일 ~ )는 프랑스의 코르시카에서 태어나 영국에서 주로 활동한 음악가로, 영국의 록 밴드인 폴리스에서 1977년 1월부터 8월까지 기타를 담당했었다.